# Serge Lama
Serge Lama (Bordeaux, 1943. február 11. –) francia énekes.

## Életrajz
Édesapja operetténekes volt, Luis Mariano zenéjén nőtt fel. 1954-ben komponálta első dalait, később a L’Ecluse kabaréban szerepelt. 1964-ben jelent meg első dala. 1968-ban turnéra indult barátjával, Enrico Maciasszal. 1971-ben ő képviselte Franciaországot az Eurovíziós Dalfesztiválon Un jardin sur la terre című dalával, mellyel 10. helyezést ért el. 1973-ban jelent meg Je suis malade c. dala, amit a feleségének írt. Az 1990-es években a színészettel is megpróbálkozott. Fellépett Kanadában és Franciaországban, 2014-ben ünnepelte karrierje 50 éves jubileumát. 2020. január 1-jén bejelentette, hogy a soron következő turnéja lesz az utolsó.
Felesége, Michèle 2016-ban hunyt el 71 évesen. Fia, Frédéric 1980-ban született.

## Lemezei
- 1964 : L’humanité
- 1964 : Bel Air
- 1965 : La voix de son maitre
- 1966 : 4 chansons d’Emile Stern et de Serge Lama
- 1966 : La voix de son maître
- 1967 : La voix son maître
- 1968 : D’Aventures en aventures
- 1970 : Et puis on s’aperçoit
- 1971 : Superman
- 1973 : Je suis malade
- 1974 : Chez moi
- 1974 : Live à l’Olympia
- 1975 : La vie Lilas
- 1977 : L’enfant au piano
- 1978 : Enfadolescence
- 1979 : Lama chante Brel
- 1980 : Souvenirs…Attention…Danger
- 1981 : Lama Père et fils
- 1982 : De Bonaparte à Napoléon
- 1984 : Napoléon
- 1986 : Portraits de femmes
- 1987 : Je t’aime
- 1988 : Live au Casino de Paris
- 1989 : A la vie, à l ‘amour
- 1992 : Amald’me
- 1994 : Lama
- 1996 : L’ami
- 1999 : Serge Lama
- 2001 : Feuilles à feuilles
- 2003 : Plurielles
- 2005 : Accordéonissi-mots

## Forrás
- Gala.fr

## Külső hivatkozások
- Hivatalos honlap